# Eparchia di Alqosh
L'eparchia di Alqosh (in latino Eparchia Alquoshensis Chaldaeorum) è una sede della Chiesa cattolica caldea in Iraq suffraganea dell'arcieparchia di Baghdad dei Caldei. Nel 2023 contava 6.500 battezzati. La sede è vacante.

## Territorio
L'eparchia si trova nel nord dell'Iraq, nel Kurdistan iracheno e nel governatorato di Ninive.
Sede eparchiale è la città di Alqosh, dove si trova la cattedrale di San Giorgio.
Il territorio è suddiviso in 7 parrocchie.

## Storia
L'eparchia è stata eretta il 24 ottobre 1960 con la bolla Splendida Orientalis di papa Giovanni XXIII, ricavandone il territorio dall'arcieparchia patriarcale di Baghdad.

## Cronotassi dei vescovi
Si omettono i periodi di sede vacante non superiori ai 2 anni o non storicamente accertati.
- Abdul-Ahad Sana † (20 dicembre 1960 - 6 dicembre 2001 ritirato)
- Mikha Pola Maqdassi (6 dicembre 2001 - 8 ottobre 2022 nominato vescovo ausiliare di Baghdad[1])
- Thabet Habib Yousif Al Mekko † (8 ottobre 2022 succeduto - 18 giugno 2025 deceduto)

## Statistiche
L'eparchia nel 2023 contava 6.500 battezzati.
| anno | popolazione | popolazione | popolazione | presbiteri | presbiteri | presbiteri | presbiteri                | diaconi | religiosi | religiosi | parrocchie |
| anno | battezzati  | totale      | %           | numero     | secolari   | regolari   | battezzati per presbitero | diaconi | uomini    | donne     | parrocchie |
| ---- | ----------- | ----------- | ----------- | ---------- | ---------- | ---------- | ------------------------- | ------- | --------- | --------- | ---------- |
| 1970 | 13.000      | 65.000      | 20,0        | 17         | 13         | 4          | 764                       |         | 16        | 16        | 6          |
| 1980 | 13.000      | ?           | ?           | 4          | 4          |            | 3.250                     |         | 7         | 15        | 7          |
| 1990 | 13.500      | ?           | ?           | 7          | 7          |            | 1.928                     |         |           | 14        | 8          |
| 1999 | 16.190      | ?           | ?           | 18         | 15         | 3          | 899                       |         | 4         | 12        | 7          |
| 2000 | 16.500      | ?           | ?           | 11         | 9          | 2          | 1.500                     |         | 5         | 12        | 7          |
| 2001 | 17.000      | ?           | ?           | 13         | 11         | 2          | 1.307                     |         | 4         | 14        | 7          |
| 2002 | 15.000      | ?           | ?           | 14         | 12         | 2          | 1.071                     |         | 5         | 15        | 7          |
| 2003 | 17.947      | ?           | ?           | 14         | 12         | 2          | 1.281                     |         | 5         | 15        | 7          |
| 2004 | 17.487      | ?           | ?           | 14         | 12         | 2          | 1.249                     |         | 5         | 15        | 7          |
| 2009 | 32.070      | ?           | ?           | 11         | 9          | 2          | 2.915                     |         | 5         | 16        | 8          |
| 2012 | 22.300      | ?           | ?           | 8          | 6          | 2          | 2.787                     |         | 5         | 11        | 8          |
| 2015 | 17.500      | ?           | ?           | 7          | 5          | 2          | 2.500                     |         | 7         | 12        | 8          |
| 2018 | 15.500      | ?           | ?           | 4          | 3          | 1          | 3.875                     |         | 4         | 7         | 13         |
| 2020 | 15.900      | ?           | ?           | 5          | 5          |            | 3.180                     |         | 6         | 12        | 6          |
| 2022 | 6.500       | ?           | ?           | 9          | 8          | 1          | 722                       | 3       | 5         | 14        | 8          |
| 2023 | 6.500       | ?           | ?           | 9          | 8          | 1          | 722                       | 3       | 2         |           | 7          |